# 中山泰昌
中山 泰昌（なかやま やすまさ/たいしょう、1884年（明治17年）3月27日 - 1958年（昭和33年）12月25日）は日本の編集者。本名は三郎、号は蕗峰。島根県津和野出身。日本組合基督教会神戸教会・金尾文淵堂に勤務した後、獅子吼書房・春秋社書店等を設立するなどして編集活動に従事し、『大系本』シリーズにより「大系」の語を定着させた。教会・出版関係者と幅広い関係を築き、田山花袋『蒲団』『縁』の題材ともなった永代静雄・岡田美知代の仲を取り持った。

## 生涯

### 生い立ち

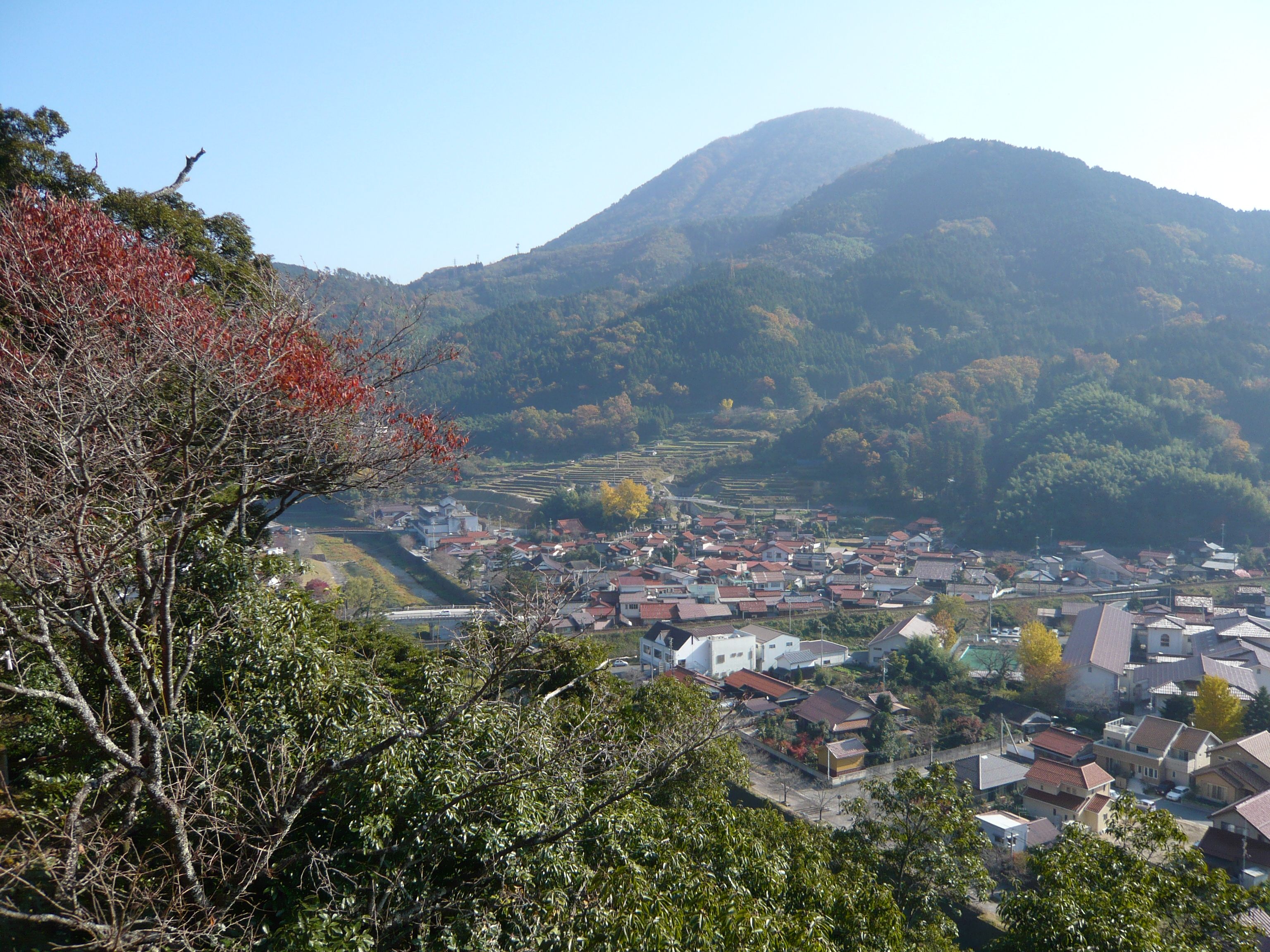
津和野町青野山

1884年（明治17年）3月27日島根県鹿足郡鷲原村（津和野町鷲原）に旧津和野藩士斎藤善哉の三男として生まれた。幼少期は神代種亮・天野雉彦から文学の薫陶を受けた。12歳で父を失い、近所の中山家に引き取られた。1898年（明治31年）津和野高等小学校を卒業した後は進学を断念し、養祖父岡本素介に教育を受けた。

### 神戸教会での活動
1902年（明治35年）頃、姉の親友の弁護士夫人を頼って神戸に出て、兵庫県庁に2年間勤めた。この頃から石蕗の里（津和野）青野山に因み「蕗峰」の号で俳句・小説を発表した。
1903年（明治36年）5月10日日本組合基督教会神戸教会に受洗入会し、1904年（明治37年）県庁を退職して教会書記として勤務し、教会牧師原田助宅に住み込み、教会員西山庵・一色醒川・永代静雄・岡田実麿や、『基督教世界』編集員管野スガと知り合った。
1905年（明治37年）1月4日日露戦争の兵役補充に応じて浜田連隊に入営するも、体格検査で不合格となり、帰郷した。7月にも検査があったが、またも不合格となった。
1905年（明治38年）5月洲本裁判所書記一色醒川を訪ねるため女性教会員西山庵と淡路島旅行に出かけたことや、9月原田助に反発するグループが須磨で行った伝道演説会に原田家居候の身で参加したことが問題視され、醒川に居場所を失ったことを相談すると、12月中村春雨から上京を促す電報を送られ、28日上京した。

### 上京後の出版活動
京橋区五郎兵衛町の金尾文淵堂に小僧兼番頭として住み込み、年末には『早稲田文学』の発送に従事した。入社して3ヶ月後、文淵堂内に百芸雑誌社を興して『百芸雑誌』を発刊するも、失敗した。1906年（明治39年）7月末にも京華堂書店を興したが振るわず、1907年（明治40年）5月文淵堂に統合された。
1905年（明治38年）文淵堂から出版した『病間録』がヒットして以来綱島梁川の家に出入りし、梁川会で活動し、1907年（明治40年）死去した際には法事や雑司が谷墓地への墓碑建設を引き受けた。精神修養家西川光次郎にも私淑し、自働道話社の活動に参加した。
1907年（明治40年）秋文淵堂が『仏教大辞典』の失敗により倒産すると、1908年（明治41年）薄田泣菫弟鶴二、河本亀之助弟俊三と南小田原町三丁目に獅子吼書房を立ち上げたが、経営は軌道に乗らなかった。
1909年（明治42年）文栄閣前川又三郎の資金援助により神田神保町に春秋社書店を設立し、中村春雨の小説や水野葉舟の文例集、健康書等を出版した。同年12月12日、旧藩主亀井家家扶中山和助の紹介で森鷗外の知遇を得た。
春秋社を一時閉鎖し、草村北星の隆文館編輯部に勤務した。1915年（大正4年）春秋社を再興したが、第一次世界大戦前の紙の暴騰により資金難となったため、1916年（大正5年）永代静雄のイーグル社に合併したが、同年イーグル社も倒産し、しばらく執筆活動を行った。
1922年（大正11年）秋誠文堂小川菊松に『子供の科学』を発案し、1924年（大正13年）9月原田三夫により発刊された。

### 震災後の活動
1923年（大正12年）9月1日の関東大震災では自宅が全焼し、一家で市ヶ谷見附土手に逃れ、神楽坂警察署に避難した後、7日単身大阪に逃れ、大阪毎日新聞社に身を寄せた。帰京後、永代静雄の新聞研究所に勤務し、『出版内報』主幹を務め、出版相談所を設立した。
1925年（大正14年）から国民図書中塚栄次郎の依頼で『校註 日本文学大系』『近代文学大系』『校註 国歌大系』の『大系本』シリーズを出版すると、円本ブームに乗って成功を収め、「大系」の語が世に定着した。
1931年（昭和6年）5月主任宮武外骨に許可を得て、1933年（昭和8年）2月から東京帝国大学明治新聞雑誌文庫に通い、筆生に新聞記事を筆写させ、妻玉江が挿絵を透写し、1936年（昭和11年）『新聞集成 明治編年史』として刊行した。
昭和初年、文楽人形遣い吉田文五郎と知り合い、文五郎・桐竹紋十郎後援会に参加し、1940年（昭和15年）文楽人形遣奨励会を設立した。

### 戦後
晩年は椎名町に住み、津和野町長望月幸雄の孫敏正等と囲碁を楽しんだ。1958年（昭和33年）5月鶴見区總持寺に実家・養家の合同墓を建て、12月25日肺炎で死去した。

## 永代静雄・岡田美知代との関係
1904年（明治37年）10月伝道師横山佐野子と京都の永代静雄宅を訪れた際、活躍中の女性作家として岡田美知代の名を知らせたことがきっかけで、静雄と美知代の交際が始まった。しかし、先に美知代に好意を寄せていた師田山花袋が美知代の父親に2人の交際を伝えたため、美知子は父親により故郷に連れ戻され、泰昌は神戸女学院の女性教師の名を騙って美知子と文通し、静雄との連絡役を務めた。
その後、美知代は花袋の責任の下で上京を許されたが、1909年（明治42年）夏静雄の子を妊娠すると、泰昌は花袋に責任が及ばないよう美知代を千葉県本納町の借家に匿った。同年大晦日に2人が牛込区原町に新居を構えると、泰昌も同居し、産まれた女児を「千鶴子」と名付けたが、同年泰昌が発表した小説「栗の樹」を美知代が褒めたことが静雄の嫉妬を買い、本郷区福山町の下宿に転出した。
その後も公私ともに静雄との関係は続き、1944年（昭和19年）死去した際には葬儀の委員長を務めた。

## 著書
- 1907年（明治40年）4月「湯ざめ肌」（『新声』） - 貧しい雑誌記者と裕福な女性との関係を描いた私小説[44]。
- 1909年（明治42年）4月「栗の樹」（『新声』） - 旧津和野藩足軽家と落ち目の旧家との関係を描いた短編小説[44]。
- 1919年（大正8年）『通俗 日本精史』（服部弘と共著）[45]
- 1920年（大正9年）『忠孝義節 大和桜』[45]
- 1920年（大正9年）『文武任侠 大和錦』[45]
- 1920年（大正9年）『国民年中行事』[46]
- 1924年（大正13年）『内治外交 吾が家の顧問』（関荘一郎と共著）[45]
- 1951年（昭和26年）3月『ほほえむ人生』[47]
- 1953年（昭和28年）『出版興亡五十年』（小川菊松名義）[48]

## 主な編書
- 1905年（明治38年）『病間録』（綱島梁川著）[16]
- 1906年（明治39年）6月『恋愛観』（宮田暢編）– 『火鞭』誌上の設問回答をまとめたもの[49]。
- 1906年（明治39年）9月『都市？』（三宅磐著）[50]
- 1907年（明治40年）5月『舶来乞食』（原霞外著） - 発禁となった[50]。
- 1909年（明治42年）11月『信仰』（アンドレーエフ原著、中村春雨訳）[24]
- 1911年（明治44年）5月『御用便覧』（大町桂月・佐伯常麿著） - 森鷗外「鸚鵡石」を序文とした[51]。
- 1912年（明治45年）『愛の学校』（アミーチス著『クオーレ』、三浦修吾訳）[28]
- 1913年（大正2年）10月『渦潮』（渡辺霞亭著）[25]
- 1925年（大正14年） - 1927年（昭和2年）『校註 日本文学大系』（佐伯常麿名義）[52]
- 1926年（大正15年） - 1929年（昭和4年）『近代日本文学大系』 - 江戸時代の俗文学を対象とする[52]。
- 1926年（昭和元年）12月『掌中漢和新辞典』（幸田露伴監修）[53]
- 1927年（昭和2年） - 1931年（昭和6年）『校註 国歌大系』 - 『夫木和歌抄』は自ら校注を行った[54]。
- 1936年（昭和11年）『新聞集成 明治編年史』[32]
- 1943年（昭和18年）『文五郎芸談』 - 文楽人形遣い吉田文五郎の聞き語り[33]。
- 1955年（昭和30年）2月『国語漢・英綜合新辞典』[55]。
- 1956年（昭和31年）12月『難訓辞典』[56]

## 親族

### 斎藤家
- 祖父 – 津和野藩郡奉行[3]。
- 父：斎藤善哉 - 徒目付、使番役、浜田県貫属。泰昌が12歳の時、45歳で死去した[3]。
- 母：セキ[3]
- 姉[6]
- 弟[48]
- 妹：トミ[3]

### 中山家
- 養父：中山博人 – 旧藩士[3]。
- 養母：タカ – 旧藩士岡村素介四女[3]。
- 妻：増野玉江（玉枝[25]） - 1895年（明治28年）山口県須佐村に生まれ、1912年（明治45年）6月結婚[21]、1956年（昭和31年）7月5日死去した[34]。
- 長女[57]
- 次女[57]
- 長男：中山八郎[8][58]
- 孫：清田啓子[35]

実父斎藤善哉が死去した後、妹トミとともに中山家に引き取られ、1905年（明治38年）1月中山タカの養弟となった。当初トミが中山家の家督を継いだが、1910年（明治43年）タカが一旦家督を取り戻し、1911年（明治44年）泰昌が改めて相続した。